# Matematikmaskinnämnden
Matematikmaskinnämnden (MMN) var en svensk statlig organisation som utvecklade Sveriges första datorer BARK och BESK. Matematikmaskinnämnden existerade mellan 1948 och 1963.

## Stig Ekelöf i USA 1946

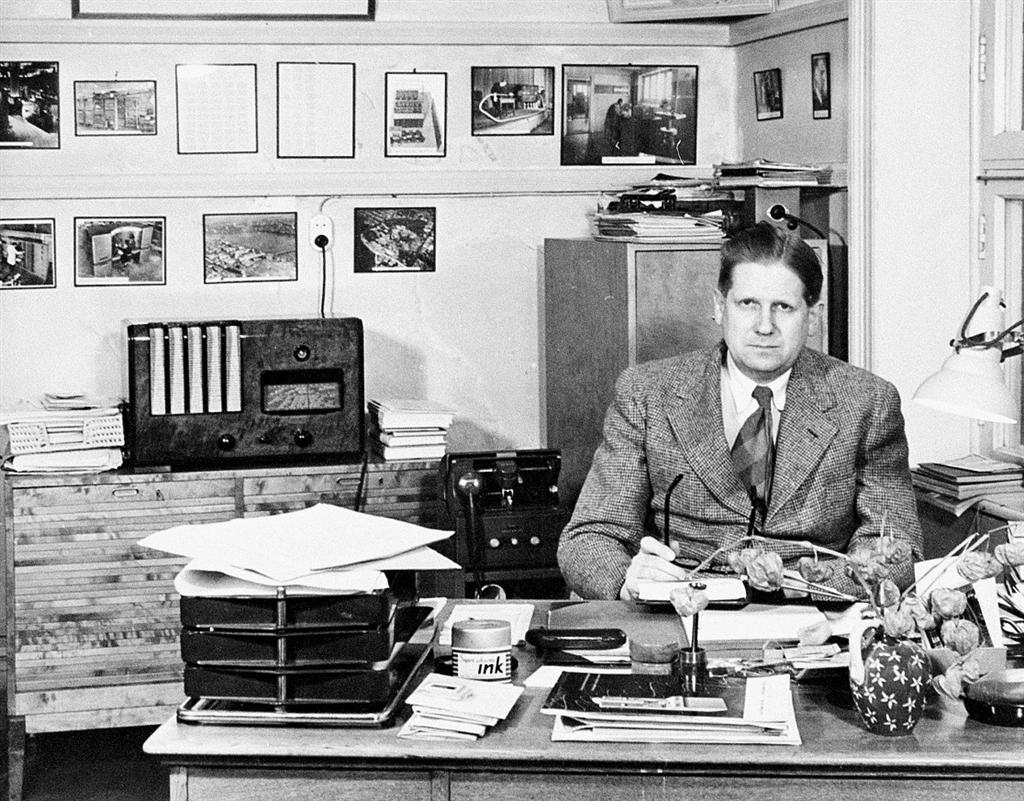
Stig Ekelöf

I början av 1946 publicerades uppgifter om ENIAC i pressen och Försvarets Radioanstalt samt Kungliga Marinförvaltningen visade stort intresse för att skaffa en matematikmaskin av samma slag till Sverige. FRA:s intresse var kryptologi och Marinförvaltningen var intresserade av beräkningar av projektilbanor. Uppdraget gavs till Ingenjörsvetenskapsakademien, som i sin tur gav Stig Ekelöf i uppdrag att under en redan planerad resa till USA göra ett antal studiebesök. Den amerikanska datorforskningen hade just blivit försatt i fredsläge och Ekelöf kunde utan problem besöka samtliga universitet i New York-trakten, och mötte personligen Herman Goldstine på Princeton University och de båda besökte Philadelphia för att inspektera ENIAC. Han deltog där även i en pågående sommarkurs med titeln Theory and Techniques for Design of Electronic Computers den 8 juli - 31 augusti på Moore School of Electrical Engineering vid University of Pennsylvania. Gästföreläsare var bland andra Presper Eckert, John Mauchly, Herman Goldstine, John von Neumann, Howard Aiken och Douglas Hartree. Andra deltagare på kursen var Jay Forrester, Maurice Wilkes och Claude Shannon. Ekelöf återvände till Sverige i början av augusti.
Ekelöf höll efter hemkomsten den 17 september 1946 föredrag för marinförvaltningen och olika militärindustriella intressenter, och den 19 november för Ingenjörsvetenskapsakademien, vilket direkt följdes av en konferens för att planera framtiden för svenska datorer, och han skrev även den första Svenska tidningsartikeln om "elektronhjärnan" ENIAC i Svenska Dagbladet i en understreckare den 18 november 1946. Den 28 januari 1947 publicerade han en omfattande reserapport med titeln Kort översikt över läget beträffande beräkningsmaskiner med särskild hänsyn till eventuell anskaffning av en maskin för ballistiska (kulbane-) beräkningar.

## Matematikmaskinutredningen 1947
Ekelöfs rapport och följande utredningar låg till grund för att Sverige beslutade att inskaffa egna matematikmaskiner genom inköp eller nykonstruktion, och regeringen godkände snabbt en budget på 2 miljoner kronor, och Ingenjörsvetenskapsakademien beslutade att sända fem stipendiater till USA för vidare utbildning med Ekelöf som mentor. Stipendiaterna var Carl-Erik Fröberg, Göran Kjellberg, Gösta Neovius, Erik Stemme och Arne Lindberger. Detta blev starten för den så kallade matematikmaskinutedningen.
Den 18 mars 1948 anordnades ett möte på Svenska Generalkonsulatet i New York, där Ekelöf och stipendiaterna diskuterade möjligheterna att köpa en dator från USA, eller om detta inte var möjligt, utforma en egen svensk konstruktion. Man var överens om att Sverige behövde en maskin som "i fråga om kapacitet och användbarhet kan mäta sig med den i Princeton", dvs IAS-maskinen. I Sverige hade Conny Palm formulerat ett förslag om byggandet av en "elektrosiffermaskin", dvs en första helt elektronisk svensk dator, som skulle baseras på elektronrör. Förslaget backades av Kungliga Tekniska högskolan i form av professorerna Hilding Faxén, Hannes Alfvén och Torbern Laurent men blev aldrig verklighet.

## Matematikmaskinnämnden grundas 1948

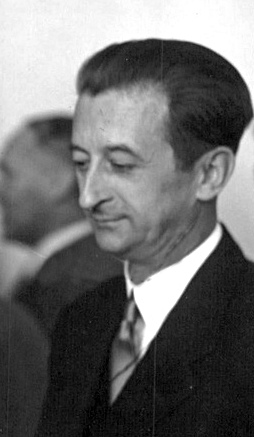
Edy Velander var den som drev igenom bygget av BARK.

Till följd av den 1947 genomförda matematikmaskinutredningen startade Matematikmaskinnämnden (MMN) formellt 26 november 1948. Ledamoterna i nämnden var viceamiral Stig H:son Eriksson (ordförande), professor Torbern Laurent, professor Edy Velander, statssekreterare Gustav Adolf Widell, kommendörkapten Sigurd Lagerman och Olof Zeilon.
Under 1948 försökte Sverige få till stånd ett inköp av en dator från USA. Vid nämndens första möte den 16 december 1948 kunde Sigurd Lagerman konstatera att USA infört exportembargo för datorteknik till följd av berlinblockaden och det därmed uppseglande kalla kriget. Edy Velander ansåg att Sverige omedelbart borde bygga en relämaskin (BARK) efter Conny Palms planer, vilket bifölls.

## BARK
Conny Palm trodde att det var möjligt att konstruera en relämaskin som övergångsmodell för att tillfredsställa Marinen och FRA:s direkta behov innan man startade arbetet med en helt elektronisk maskin. Han trodde att arbetet skulle ta 8 månader och kosta c:a 163.500 kronor, och han tillsattes som chef för Matematikmaskinnämndens Arbetsgrupp, MNA. Efter att planerna för BARK klubbats rekryterades stipendiaterna Gösta Neovius, Arne Lindberger och Göran Kjellberg för att arbeta med konstruktionen. BARK invigdes den 28 april 1950.
Stipendiaternas rapporter och erfarenheter från USA blev den kunskapsbas som användes för att bygga egna datorer. Den reläbaserade BARK blev en interimslösning medan den elektronrörsbaserade BESK byggdes och var i drift till juli år 1955.

## BESK

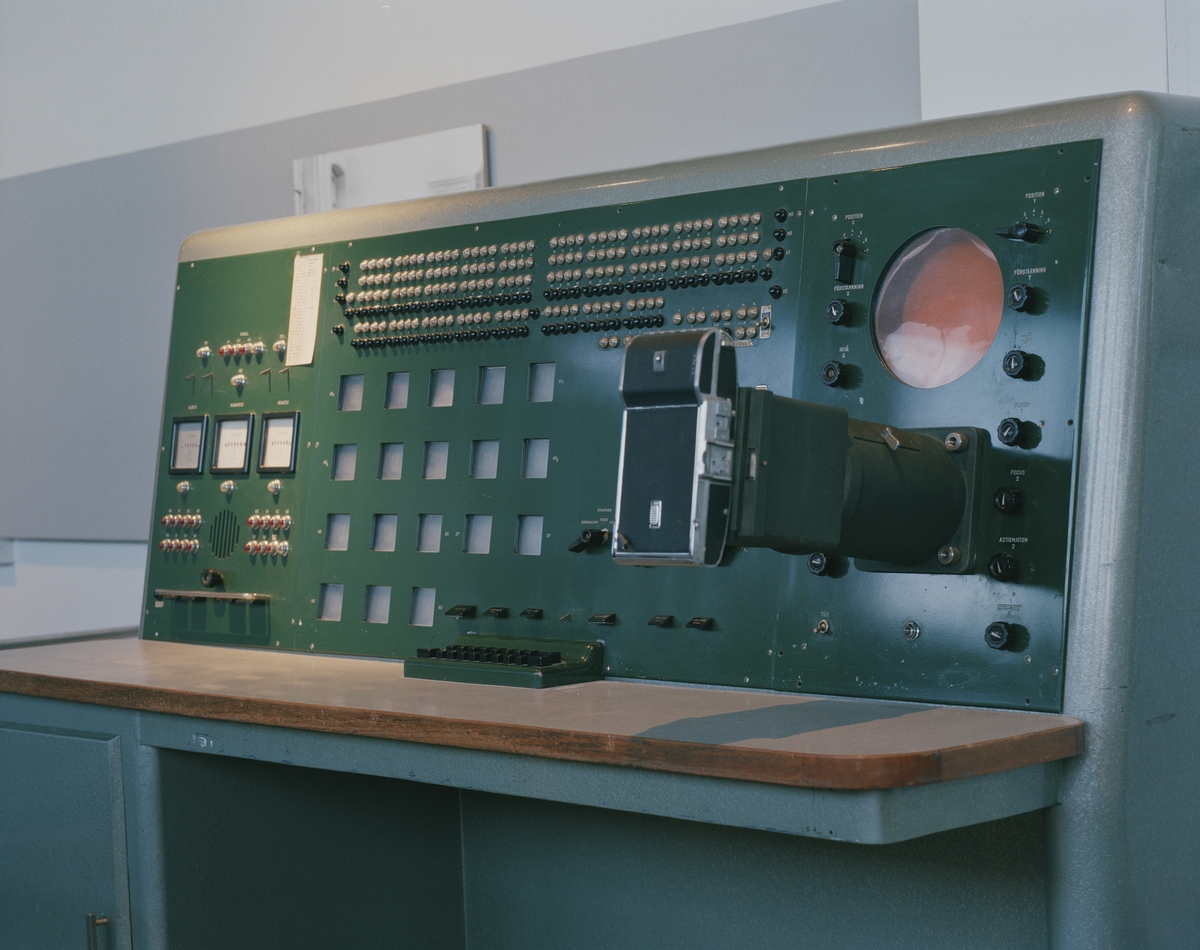
Kontrollpanelen till BESK.

Erik Stemme arbetade i slutet av 1940-talet på Försvarets Forskningsanstalt med Freda, en analogimaskin, för vilken han konstruerat ett trumminne efter återkomsten från stipendieresan i USA. Selektronrören han arbetat med i USA hade visat sig vara en återvändsgränd som minnesteknik för elektroniska datorer, men efter att han läst en artikel om Williamsminnen publicerad 1948 hade Stemme fått anslag från Matematikmaskinnämnden att experimentera med denna minnesteknik. År 1949 hade han fått ett Williamsrör att fungera och reste till England och disktuterade konstruktionen med 
Frederic Williams själv.
År 1951 flyttade Stemme sin verksamhet från FOA till Matematikmaskinnämndens Arbetsgrupp runt Conny Palm och Stig Ekelöf och blev utan formella beslut ledare för konstruktionen av BESK. Programvarumässigt var BESK en kopia av IAS-maskinen, men elektriskt och mekaniskt var detta en helt ny konstruktion och en helt parallell maskin. Maskinen började användas hösten 1953 och var i drift till 1966 då den demonterades och donerades till Tekniska museet.
År 1951 dog Matematikmaskinnämndens chef Conny Palm och Gösta Neovius övertog ansvaret. I samband med detta tillsattes Christian Jacobæus, Gunnar Hävermark, Bert Bolin och Stig Comét som adjungerade experter. Arbetsgruppen utgjordes i detta läge av totalt 30 personer.

## TRASK

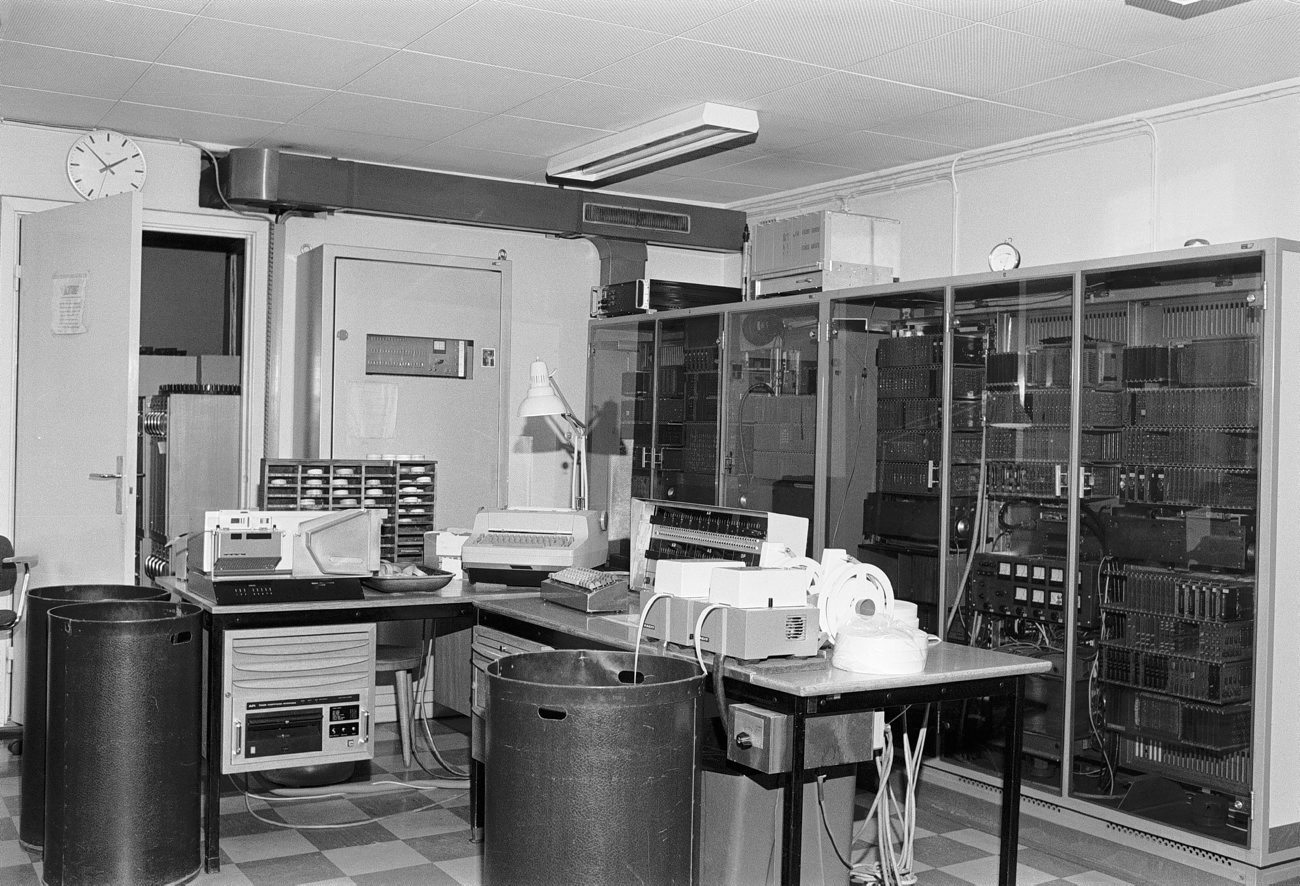
TRASK Transistoriserad sekvenskalkylator

Matematikmaskinnämnden planerade en transistorbaserad, programvarukompatibel uppföljare till BESK med namnet TRASK (Transistoriserad sekvenskalkylator) och arbetet var påbörjat när nämnden lades ner 1963. Projektet övertogs av Nobelinstitutet samt Datasystem AB, grundat 1959. Datasystem sålde senare sin andel i TRASK-projektet och utvecklade istället TRASK-2.

## Algol 60
Under slutet av 50-talet deltog tre delegater från Matematikmaskinnämnden tillsammans med två delegater från Facit Electronics i arbetet med Algol 60. Från MNA var det Axel Bring, Stig Comét och Gunnar Ehrling som deltog. Bring och Ehrling föreslog flera designval som accepterades i språket.

## Nedläggningen
Matematikmaskinnämnden lades 1963 ner till följd av att statsmakterna inte längre såg någon anledning att bedriva datorkonstruktion i statlig svensk regi. Vid detta tillfälle hade datorutveckling blivit industriell verksamhet.  Redan före nedläggningen hade Facit därför lyckats rekrytera flera nyckelmedarbetare från MMN till sin nystartade verksamhet Facit Electronics. Facit Electronics tillverkade BESK-kopian Facit EDB.
Enligt Erik Stemme var anledningen till att en grupp ingenjörer lämnade Matematikmaskinnämnden att de var intresserade av att arbeta med ett nytt datorprojekt efter BESK, och Matematikmaskinnämnden hade svårt att få anslag för nya konstruktioner.
Ansvaret för samordning av statens datorer och samtliga kvarvarande c:a 120 anställda på Matematikmaskinnämnden överflyttades i samband med detta till Statskontoret, som därmed fick mer än fördubblad personalstyrka.